# Mauro Arambarri
Mauro Wilney Arambarri Rosa (nascut el 30 de setembre de 1995) és un futbolista professional uruguaià que juga com a migcampista central al Getafe CF de la Lliga.

## Carrera de club

### Defensor Sporting
Arambarri va néixer a Salto i es va unir a la formació juvenil de Defensor Sporting el 2011 després d'impressionar en un torneig local juvenil. Va ascendir al primer equip el juliol de 2013 per l'entrenador Tabaré Silva, i va debutar professionalment (i Primera Divisió ) el 15 de setembre en començar amb una victòria a casa per 1-0 contra el CA Fénix.
Arambarri va continuar jugant regularment a La Viola en les temporades següents, i va marcar el seu primer gol de sènior el 21 de març de 2015 en marcar el primer en un empat 1-1 a casa contra el Club Atlético Cerro.

### Bordeus
El 31 de gener de 2016, Arambarri va signar un contracte de quatre anys i mig amb el FC Girondins de Bordeus de la Lliga 1. Va debutar amb el club el 3 de febrer, entrant com a substitut de Valentin Vada a la segona meitat en una derrota a casa per 3-0 contra l'Olympique Lyonnais.
Arambarri va ser utilitzat poques vegades pel club durant la Ligue 1 2016-17campanya 2016-17, limitant-se a quatre aparicions a la lliga, totes des de la banqueta.

### Getafe
El 9 d'agost de 2017, després de tenir els seus drets federatius assignats a Boston River, Arambarri va signar un contracte de cessió d'un any amb el club de la Lliga Getafe CF, amb una clàusula de rescissió, que es va activar l'11 de juny de 2018. Arambarri va signar un contracte de cinc anys.

## Carrera internacional
Arambarri va començar la seva carrera internacional amb l'Uruguai amb la selecció sub-20 . Va formar part de l'equip d'Uruguai que va acabar tercer al Campionat Sud-americà sub-20 de 2015 i va arribar als quarts de final de la Copa del Món Sub-20 de la FIFA 2015.
El 18 de setembre de 2020, Arambarri va ser inclòs a l'equip preliminar de 26 homes de l'Uruguai per als partits de classificació de la Copa del Món contra Xile i l'Equador. Més tard va ser inclòs a la selecció final i va fer el seu debut com a sènior el 8 d'octubre de 2020 en la victòria de l'Uruguai per 2-1 contra Xile.